# سقوط الأقنعة (مسلسل)
سقوط الأقنعة مسلسل كويتي درامي.

## ملخص القصة
تدور أحداث المسلسل بين الصراع على المال ، والتفكك الأسري ، حيث المذيعة (ألحان) التي يتوفى والدها ، وتكتشف والدتها اختلاسه للشركة القائمة بينهما ، وأنه كان متزوجا من فنانة تشكيلية تدعى (وعد) لمدة 20 عاما ، أنجبا فيها طفلاً صغيراً ، وإذا بـ(ألحان) تقابل (وعد) من خلال عملها كمذيعة ، وتتعرف على مشوارها الفني والاجتماعي دون أن تعرف أنها زوجة أبيها . وتتوالى الأحداث .

## بطولة

### الممثلون
- أحمد السلمان
- عبير الجندي
- شيماء سبت
- عباس مراد
- سلمى سالم
- شهاب حاجيه
- ملاك
- نواف النجم
- عمر اليعقوب
- شوق
- صمود
- مها محمد